# Huilly-sur-Seille
Huilly-sur-Seille é uma comuna francesa na região administrativa de Borgonha-Franco-Condado, no departamento Saône-et-Loire. Estende-se por uma área de 12,38 km². Em 2010 a comuna tinha 345 habitantes (densidade: 27,9 hab./km²).